# Zafra
Zafra (extremadurai nyelven Çafra) község Spanyolországban, Badajoz tartományban. Zafra Alconera, La Lapa, Feria, Fuente del Maestre, Los Santos de Maimona, Puebla de Sancho Pérez és Medina de las Torres községekkel határos. Lakosainak száma 16 711 fő (2024).

## Népesség
A település népessége az utóbbi években az alábbiak szerint változott:
| Lakosok száma | 15 270 | 15 542 | 15 706 | 16 424 | 16 577 | 16 828 | 16 855 | 16 797 | 16 786 | 16 711 |
|               | 2001   | 2004   | 2006   | 2009   | 2011   | 2014   | 2016   | 2019   | 2021   | 2024   |